# Буреїнський вугільний басейн
Буреїнський вугільний басейн — знаходиться в Хабаровському краї Росії.

## Історія
Відкритий в 1844 р., розробляється з 1939 р.

## Характеристика
Пл. 6000 км². Запаси вугілля 10,9 млрд т. Зв'язаний зал. гілкою з магістраллю Москва-Владивосток. Б.в.б. — улоговина, облямована гір. хребтами і плато. У геол. відношенні це складно побудований синклінорій, довж. 150 км, шир. 50-60 км. Вугленосні відклади (верх. юра-ниж. крейда) потужністю бл. 2000 м поділені на 5 світ; найбільш вугленосна — ургальська, що має 50 вуг. пластів і прошарків, з них 31 має робочу потужність 1…6 м. Вугілля кам'яне марки Г, енергетичне. Осн. показники вуг.: вологість — 7,5 %, зольність — 32 %, вміст сірки — 0,4 %. Теплота згорання 4900 ккал/кг. Збагачуваність вугілля утруднена.